# Dornier Do 22
Dornier Do 22 – niemiecki lekki rozpoznawczy i bombowo-torpedowy samolot z okresu II wojny światowej. Konstrukcja powstała w 1934 roku w zakładach Dornier Flugzeugwerke GmbH w Altenrhein jako wielozadaniowa maszyna przeznaczona na wyposażenie lotnictw małych państw. Samolot mógł posiadać podwodzie kołowe, pływakowe lub zimowe.

## Historia
W 1934 r. szwajcarska filia Dorniera, mająca siedzibę w fabryce w Altenrhein, zaprojektowała trzyosobowy, jednosilnikowy samolot wojskowy Do C3.  Był to jednopłat o konstrukcji całkowicie metalowej, pokrytej tkaniną. Zarówno do skrzydła, jak i do kadłuba przymocowane były dwa pływaki. Napęd stanowił silnik Hispano-Suiza 12Ybrs. 
Pierwszy model produkcyjny, znany jako Do 22 oblatano dopiero 15 lipca 1938 r. z fabryki Dornier we Friedrichshafen w Niemczech, choć zawierał on części wyprodukowane w Szwajcarii. Chociaż Luftwaffe nie była zainteresowana samolotem, sprzedano go do Jugosławii, Grecji i na Łotwę. W marcu 1939 r. ukończono i wykonano próbne loty prototypu z konwencjonalnym podwoziem (Do 22L), ale nie wszedł on do produkcji.

## Warianty

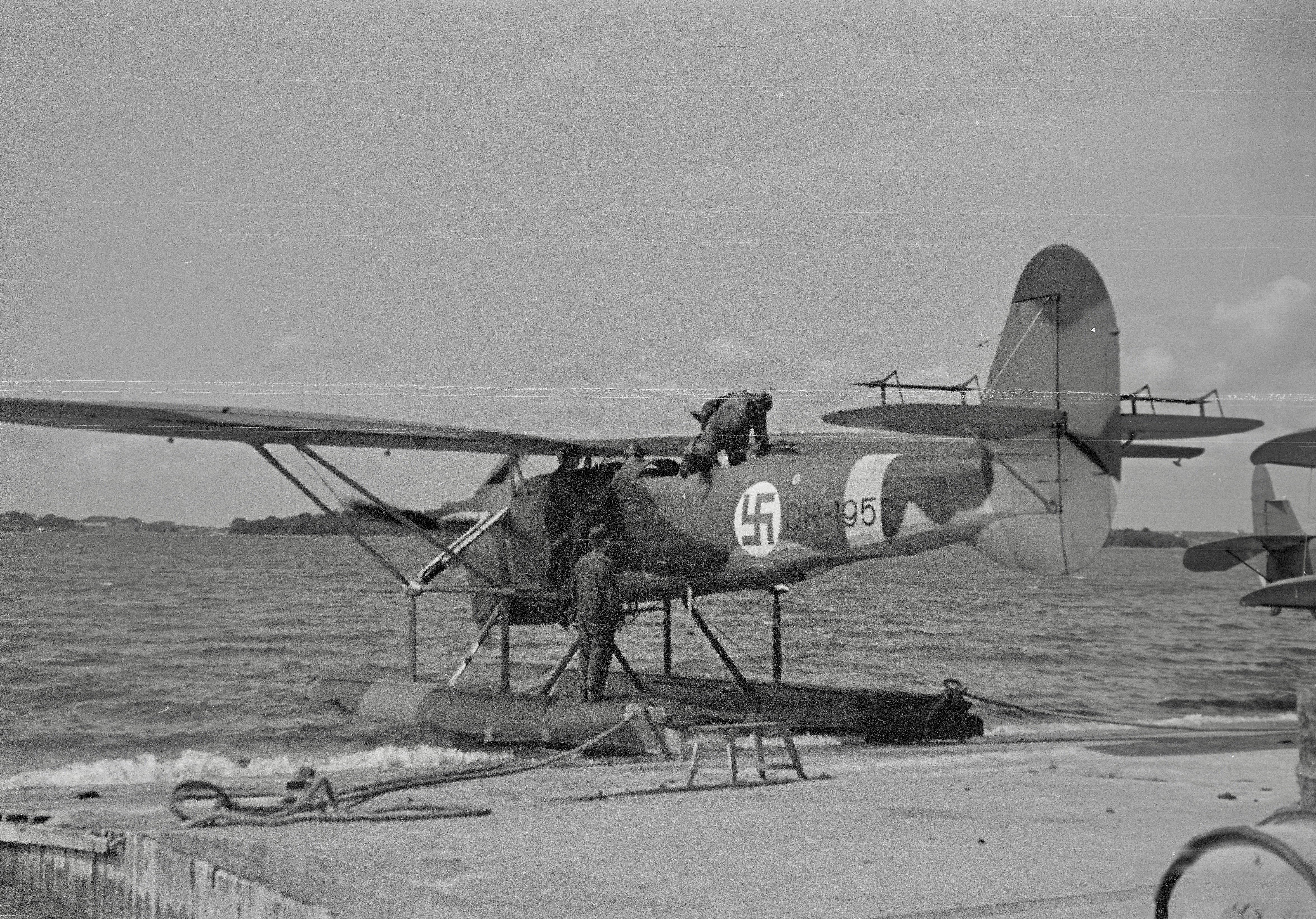
Dornier Do 22 na pływakach

| Wersja  | Użytkownik               | Egzemplarze | Podwozie | Data oblotu       | Oznaczenia |
| ------- | ------------------------ | ----------- | -------- | ----------------- | ---------- |
| Do C3   | prototyp                 | 2           | pływaki  | 15 listopada 1938 | –          |
| Do 22Kj | Jugosławia               | 12          | pływaki  | 15 listopada 1938 | –          |
| Do 22Kg | Grecja                   | 12          | pływaki  | 15 listopada 1938 | –          |
| Do 22Kl | Łotwa · (niedostarczone) | –           | pływaki  | 15 listopada 1938 | –          |
| Do 22Kl | Finlandia                | 4           | pływaki  | 15 listopada 1938 | –          |
| Do 22Kl | Finlandia                | 4           | Narty    | 15 listopada 1938 | –          |
| Do 22L  | prototyp                 | –           | koła     | 10 marca 1939     | D-OXWD     |

## Służba

### Grecja, Jugosławia i Egipt
Samoloty dostarczone do Grecji służyły w 12 dywizjonie lotnictwa morskiego i zostały zniszczone w czasie walk w roku 1941. Samoloty dostarczone do Jugosławii trafiły w kwietniu 1941 roku do Egiptu, gdzie stały się sprzętem utworzonego przy Royal Air Force 2. dywizjonu jugosłowiańskiego. Samoloty te wykonywały liczne loty patrolowe nad Morzem Śródziemnym. Kontrolę nad działaniami jugosłowiańskich lotników sprawowało dowództwo brytyjskiego 230. dywizjonu. Jeden z dwunastu jugosłowiańskich samolotów był wykorzystywany do pozyskiwania części zapasowych. Jugosłowiańska jednostka została rozwiązana 23 kwietnia 1942 roku. 

### Finlandia
Samoloty z oznaczeniem Do 22L zostały zamówione przez rząd łotewski, ale żaden egzemplarz nie dotarł na Łotwę przed zajęciem tego kraju przez Związek Radziecki. Cztery Do 22L zostały dostarczone do Finlandii w 1941 roku, gdzie weszły na wyposażenie szóstego dywizjonu, pełniąc służbę patrolową nad Morzem Bałtyckim.